# 비트코멧
비트코멧(BitComet, 버전 0.11부터 0.37 사이의 원래 명칭: SimpleBT client)은 마이크로소프트 윈도우용으로 C++로 개발된 비트토렌트, HTTP, FTP 클라이언트이다. 52개 언어로 이용이 가능하다. 최초 공개 릴리스는 버전 0.28이었다. 현재의 BitComet 로고는 버전 0.50부터 사용되고 있다.